# برف ریز
برف‌ریز، روستایی از توابع بخش مرکزی شهرستان نیشابور در استان خراسان رضوی ایران است. روستای برف‌ریز معروف به بام نیشابور در تمام سال میزبان گردشگران و کوهنوردان زیادی است. وجود باغ‌های سرسبز و دره‌های زیبا باعث شهرت این روستا شده. در سال‌های اخیر با بازگشت مردم بومی که در گذشته به شهر نیشابور کوچ کرده بودند و همچنین ویلاسازی افراد غیربومی جمعیت این روستا افزایش یافته است.
اقوام صفائی، حسینی و گاراژیان اهالی بومی این منطقه هستند. روستای برف‌ریز میزبان سلاطین قاجار در دو دوره زمانی مختلف بوده آنچنان که منطقه‌ای به نام اردوگاه قجر نامگذاری شده است.

## جمعیت
این روستا در دهستان فضل قرار دارد و بر اساس سرشماری مرکز آمار ایران در سال ۱۳۸۵، جمعیت آن ۲۶ نفر (۱۳خانوار) بوده‌است.